# Niaksimwol
Niaksimwol (ros. Няксимволь) – wieś w rejonie bieriozowskim w Chanty Mansyjskim Okręgu Autonomicznym – Jugra.
W pobliżu wsi znaleziono ślady osadnictwa z okresu epoki brązu.